# Central Delaware Valley AVA
Central Delaware Valley AVA (anerkannt seit dem 19. März 1984) ist ein Weinbaugebiet im US-Bundesstaat New Jersey sowie im Südosten von Pennsylvania. Die geschützte Herkunftsbezeichnung liegt nördlich von Philadelphia in der Nähe des Delaware River. Im Süden grenzt das Gebiet an die Gemeinde Titusville, einige Kilometer von Trenton entfernt. Im Norden wird die American Viticultural Area von den Musconetcong Mountain begrenzt.
Aufgrund des kühlen Klimas in gewissen Bereichen der American Viticultural Area gibt es einen relativ hohen Anteil von französischen Hybridreben wie Chambourcin, Seyval Blanc usw.